# ولفگانگ پتری

لوگو

ولفگانگ «وله» پتری (زادۀ ۲۲ سپتامبر ۱۹۵۱ میلادی با نام اصلی: فرانتس هوبرت ولفگانگ رملینگ) موسیقیدان اشلاگر و ترانه‌سرای آلمانی است. معروف‌ترین عناوین او شامل ترانه‌هایی مانند Der Himmel brennt (1982)، Wahnsinn (1983)، عاشق شدن، از دست دادن، فراموش کردن، ببخش (۱۹۹۲)، برنز، سیلبر و طلا (۱۹۹۶)، Augen zu und durch (1997) و ویس کرکس (۱۹۹۸). طبق اطلاعات خود از نوامبر ۲۰۱۸، پتری حدود ۱۸ میلیون رکورد فروخته‌است. از سال ۲۰۱۷ او همچنین با پروژه گروه خود Pete Wolf Band فعال بوده‌است.

## زندگی‌نامه

### زندگی شخصی و شروع
پتری در سال ۱۹۵۱ در منطقه رادرتال کلن به دنیا آمد و در آنجا بزرگ شد. وقتی ۱۶ ساله بود پدرش فوت کرد. هنگامی که در مدرسه بود، گروه اسکریمر را تشکیل داد، سپس به عنوان یک مکانیک دقیق کارآموزی کرد. در طول دوره کارآموزی خود با گروه خود در کلن و اطراف آن تور برگزار کرد. آنها بعداً همراه با خوانندگان مشهور اجرا کردند. پتری از سال ۱۹۷۲ ازدواج کرده و یک پسر دارد که خود خواننده و ترانه‌سرا به نام آخیم پتری است.

### کشف
پتری در سال ۱۹۷۵ توسط تیم تهیه‌کننده تونی هندریک و کارین هارتمن (Coconut Records) در یک اجرا در دیسکو فورسباخ "Whisky Bill" کشف شد. آنها اولین آلبوم پتری Ein Freund - ein Mann را نوشتند و تولید کردند که در دسامبر ۱۹۷۶ منتشر شد و شامل تک آهنگ Every friend is also a man / Who knows Julie است؟ جدا شد اولین تک آهنگ پتری، Sommer in der Stadt نیز از این LP گرفته شد و اولین موفقیت پتری در رتبه ۱۶ بود. با این قطعه در ۳۱ اجرا کرد. ژوئیه ۱۹۷۶ در رژه ضربه زد دی اف. تماشاگران به پتری پس از یورگن دروز با بازی Ein Bett im Kornfeld رای دادند. پتری با اولین آهنگ‌ها به تور رفت. تک‌آهنگ‌های Wenn ich geh' و Jessica که در سال ۱۹۸۱ به رتبه ۸ در چارت تک‌آهنگ آلمان رسیدند. تیم هندریک/هارتمن همچنین مسئولیت ترانه‌های ال پی آینفاخ لبن و وانسین در سال ۱۹۸۳ را با تک آهنگی به همین نام بر عهده داشت. در مجموع، تا سال ۱۹۸۴، ۲۰ تک‌آهنگ و هفت قطعه ال‌پی برای پتری تولید کرد.

### گروه
پتری در اوایل کار خود در برنامه‌های تلویزیونی با نوازندگان پخش ظاهر شد. در سال ۱۹۹۶ او به دنبال یک گروه موسیقی مناسب برای ارائه زنده موسیقی خود بود. مدیر وقت او آرمین رهن، که همچنین نماینده گروه The Public بود، بین پتری و اعضای این گروه ارتباط برقرار کرد. گروه پتری پس از آن توسط اکسل کوولیک (باس)، رولف پروپر (گیتار)، ریچارد شوستر (درامز)، راینر جاگر (کیبورد) و ولفگانگ پتری (خواننده) کامل شد. گیتاریست دیگر Bernd Kühl بود و گروه به تورهای استادیوم‌های مختلف رفت. معروف‌ترین تور در سال ۱۹۹۹ برگزار شد. کنسرتی که در آن زمان استادیوم گئورگ ملچس اسن بود ولفگانگ پتری نام داشت - به سادگی عالی! به صورت DVD منتشر شد. این گروه که بیشتر از نوازندگان راک اند رول تشکیل شده بود، سبک جدیدی از موسیقی را به پتری داد؛ بنابراین شلاگر با راک ترکیب شد که تأثیر زیادی در کنسرت‌های زنده او داشت.

### حرفه
پس از اینکه پتری در پایان دهه ۱۹۸۰ غیرفعال‌تر شد، در سال ۱۹۹۲ با آهنگ موفق Verlieben, Lost, Forgotten, Forgive، نوشته یورگن دونگز، بازگشت. پیش از این به یورگن دروز پیشنهاد این آهنگ داده شده بود، اما او نپذیرفت. از آن زمان به بعد، پتری دوباره در رادیو و در جدول خوانندگان برتر حضور داشت. در فستیوال شلاگر آلمان در سال ۱۹۹۴ با آهنگ Denn ein Tag Perhaps جلوتر از میشل و آندریاس مارتین مقام اول را به دست آورد. به همین دلیل «میوز طلایی» توسط دیتر توماس هک به او اهدا شد. در سال ۱۹۹۶ بهترین آلبوم پتری به نام آلس منتشر شد که بیش از دو میلیون نسخه فروخت. در سال ۱۹۹۷ او تک آهنگ Weiber را منتشر کرد. این در نمودارها نیز جایگاه بالایی داشت. در آگوست همان سال، آلبوم Nie Enough منتشر شد. در سال ۱۹۹۸ سی دی Einfach geil دنبال شد که با آن به تور رفت.
در سال‌های ۱۹۹۶ و ۱۹۹۸، پتری برنده سالانه رژه شلاگر آلمان و در سال‌های ۱۹۹۷، ۱۹۹۸ و ۱۹۹۹ برنده سالانه رژه هیت ZDF بود. پتری در مجموع ۱۰ بار از ۱۹۹۶ تا ۲۰۰۳ بدون وقفه و در سال ۱۹۹۸ چنگال کوک، پلاتین دریافت کرد. او از سال ۱۹۹۷ تا ۲۰۰۱ جایزه موسیقی آلمانی اکو را دریافت کرد. سال ۲۰۰۲ او دستبندهای دوستی خود را که به نفع قربانیان سیل تابستان ۲۰۰۲ به حراج گذاشته شد، جدا کرد. در سال ۲۰۰۴، پتری مقام اول را در نمایش RTL The Ultimate Chart Show - موفق‌ترین موفقیت‌های طولانی مدت با The Longest Single in the World به دست آورد. تا سال ۲۰۰۵ شش آلبوم دیگر منتشر شد.
در سپتامبر ۲۰۰۶، پتری سی امین سالگرد صحنه خود را جشن گرفت. به همین مناسبت به او یک چنگال تنظیم پلاتین اعطا شد. در ۱۶. در ۱۰ سپتامبر ۲۰۰۶، پتری در جریان ضبط پخش چنگال تنظیم طلایی، پایان کار خود را اعلام کرد. اکتبر در ZDF. در فوریه ۲۰۱۴ آلبومی با عنوان یک بار دیگر! که شامل بازتفسیر ترانه‌های او می‌شود. در تابستان ۲۰۱۴، پتری برای اولین بار پس از هشت سال در موزیک ویدیوی قایق نجات پسرش در انظار عمومی ظاهر شد. در فوریه ۲۰۱۵ آلبوم بازگشتی او Brandneu منتشر شد و در مارس 2016 40 Years - 40 Hits دنبال شد. هر دو آلبوم توسط رنه لیپس آهنگسازی یا تنظیم و تهیه شده‌است.
در اکتبر ۲۰۱۷ آلبوم Happy Man با قطعات انگلیسی زبان راک، بلوز و کانتری منتشر شد که او با پروژه گروه Pete Wolf Band منتشر کرد. در ۲۴ ام سپتامبر ۲۰۲۱ شاهد انتشار آلبوم Auf das Leben بودیم.

## نامزدی
در پاسخ به آتش‌سوزی در لوبک و سولینگن، ولفگانگ پتری و هلموت روسمان کمپین شجاعت برای بشریت را به عنوان نشانه‌ای علیه بیگانه‌هراسی، برای با هم بودن و تحمل بیشتر راه‌اندازی کردند. نتیجه این بود سود تک سی دی که چشمان خود را (هرگز حقیقت را ببینید) بسته می‌شود، که در آن همه کسانی که داد تا درآمد خود را. وجود دارد GG اندرسون، تام آستور، روبرتو بلانکو، اندی بورگ، برنهارد آستانه، برونر و برونر، درک بوش، کلاوس Densow، یورگن دروز، کارل گوت، هانه هالر، ایبو، کلودیا یونگ، پاتریک لاری می، آندریاس مارتین، میشل، ونچ میهر، نیکی، نادین نورل، ولفگانگ پتری، روزانا روچی، ادوارد سیمونی، تامی اشتاینر و زیلرتال شورزنژاگر. در سال ۲۰۱۵ نسخه جدیدی از این کمپین با ۱۹ هنرمند از صحنه موفقیت وجود داشت، در دسامبر ۲۰۱۹ ده هنرمند دیگر اضافه شدند. تمام عواید به نفع سازمان کمک رسانی Aktion Deutschland Hilft است.
- اکو پاپ
  - ۱۹۹۷: برای «شلاگر/هنرمند موسیقی محلی ملی/بین‌المللی»
  - ۱۹۹۸: برای «شلاگر/هنرمند موسیقی محلی ملی/بین‌المللی»
  - ۱۹۹۹: برای «شلاگر/هنرمندان موسیقی محلی ملی/بین‌المللی»
  - ۲۰۰۰: برای «شلاگر/هنرمندان موسیقی محلی ملی/بین‌المللی»
  - ۲۰۰۱: برای «شلاگر/هنرمند موسیقی محلی ملی/بین‌المللی»
- چنگال تنظیم طلایی
  - ۱۹۹۶، ۱۹۹۷، ۱۹۹۹، ۲۰۰۰، ۲۰۰۱، ۲۰۰۲، ۲۰۰۳ و ۲۰۰۵ - «موفق‌ترین سولیست پاپ آلمان/شلاگر»
  - ۱۹۹۸ و ۲۰۰۶ - «جوایز زندگی پلاتینیوم»

## موارد
1. ↑  dpa. "„Hölle" oder „Wahnsinn"? – Wolle Petry macht wieder Schlager. Zwölf Jahre nach seinem einstigen Abschied aus dem Schlagerzirkus gibt es wieder eine neue Platte von Wolfgang Petry. „Genau jetzt!" knüpft an seine großen Hits an. Für eine vollständige Rückkehr fehlt aber noch ein Schritt. : [[Leipziger Volkszeitung]], Online-Portal, 27. November 2018". Retrieved 2018-12-01. {{cite web}}: URL–wikilink conflict (help); line feed character in |title= at position 287 (help) بایگانی‌شده  در ۲۶ ژانویه ۲۰۲۲ توسط Wayback Machine «نسخه آرشیو شده». بایگانی‌شده از اصلی در ۲۶ ژانویه ۲۰۲۲. دریافت‌شده در ۱۶ نوامبر ۲۰۲۲.
2. ↑  بایگانی‌شده  در [تاریخ ناموجود] توسط achimpetry.net [خطا: نشانی ناشناختهٔ بایگانی]
3. ↑  بایگانی‌شده  در [تاریخ ناموجود] توسط wolfgangpetry.de [خطا: نشانی ناشناختهٔ بایگانی]
4. ↑  بایگانی‌شده  در [تاریخ ناموجود] توسط wissen.de [خطا: نشانی ناشناختهٔ بایگانی] abgerufen am 24. März 2011.
5. 1 2  Wolfgang Petrys Biografie
6. ↑  Wolfgang Petry: Rücktritt mit Stimmgabel بایگانی‌شده  در ۹ ژانویه ۲۰۱۹ توسط Wayback Machine Abgerufen am 24. März 2011.
7. ↑  frz (2014-01-02). "„Das ist mein Dankeschön an euch!": Wolfgang Petry zurück: Comeback-CD kommt im Februar". Focus Online. Retrieved 2018-10-14. بایگانی‌شده  در ۶ ژوئیه ۲۰۱۸ توسط Wayback Machine «نسخه آرشیو شده». بایگانی‌شده از اصلی در ۶ ژوئیه ۲۰۱۸. دریافت‌شده در ۱۶ نوامبر ۲۰۲۲.
8. ↑  sonymusic.de abgerufen am 26. April 2016
9. ↑  http://www.deutschlandfunkkultur.de/happy-man-von-pete-wolf-band-die-transformation-des.2177.de.html?dram:article_id=399217
10. ↑  wolfgangpetry.de
11. ↑  Beiheft zum 6er-CD-Album Komplett von Wolfgang Petry, drittvorletzte Seite (nicht nummeriert), 1999
12. ↑  https://www.swr.de/swr4/bw/musik-events/wolfgang-petry-biografie,article-swr-10708.html بایگانی‌شده  در ۱۶ فوریه ۲۰۲۰ توسط Wayback Machine, abgerufen am 16. Februar 2020
13. ↑  https://www.facebook.com/pg/mutzurmenschlichkeit/posts/, abgerufen am 16. Februar 2020